# Martino da Gemona
Martino da Gemona (Gemona del Friuli, metà del Trecento – Ceneda, aprile 1399) è stato un giurista e vescovo cattolico italiano.

## Origini
Nacque a Gemona (la terza città per importanza della Patria del Friuli, dopo Udine e Cividale) da Franceschino, toscano, e Carissima di Beltramino de Brugnis, di origini lombarde. I fratelli di Martino erano detti "della Villa" dal borgo a nord di Gemona dove vivevano e solo più tardi la famiglia assunse il cognome Franceschini o Franceschinis.

## Gli anni a Bologna
Martino studiò diritto canonico all'Università di Padova, come è attestato nel 1367 e nel 1369. Tuttavia, forse favorito dalla conoscenza del maestro Galvano di Bettino da Bologna, si trasferì successivamente all'università felsinea. Qui, nel 1378, conseguì la licenza alla presenza di Andrea Calderini, nipote di Giovanni d'Andrea e priore dei dottori canonisti, nonché vescovo di Ceneda. Qualche tempo più tardi (tra il 1380-81 e il 1389) raggiunse il dottorato.
Nel 1380 emise una sentenza in qualità di uditore delle cause del cardinale Filippo Carafa, nella quale si definisce arcidiacono di Aquileia. Nel 1381 compare come testimone a un atto della arcidiocesi di Bologna, assieme al già citato Andrea da San Girolamo e a Giovanni da Legnano. Nel 1384 saldò un debito con Pellegrino Zambeccari, il quale gli riconobbe in seguito la propria stima. Tutti questi episodi documentano come Martino fosse pienamente inserito negli ambienti ecclesiastici e giuridici bolognesi. Frattanto svolgeva anche l'attività di docente di diritto canonico.
Successivamente entrò nella Curia romana, divenendo chierico della Camera apostolica e poi scrittore delle lettere apostoliche di papa Bonifacio IX. Non ruppe, però, i rapporti con la terra natale: nel 1394, ad esempio, il Comune di Gemona gli inviava cinquanta ducati per l'aiuto offerto durante una causa attorno alla pieve locale.
Probabilmente nel 1393 lo Zambeccari inviava una lettera al pontefice perché lo creasse arcidiacono di Bologna; la scelta cadde su Baldassarre Cossa, ciononostante si tratta di un ulteriore elemento che prova il prestigio che aveva raggiunto Martino in ambito felsineo. Forse per compensarlo di questa mancata nomina, nel 1394 divenne vescovo di Ceneda, elezione accettata dalla Repubblica di Venezia qualche mese dopo. Al contempo, i suoi benefici, che rendevano 650 ducati all'anno, passavano a Guglielmo Carbone.

## L'episcopato
Durante la sua attività pastorale Martino ebbe momenti di tensione con la Serenissima che da poco aveva ripreso il controllo del territorio. Ad esempio, cercò di riscrivere uno svantaggioso contratto di locazione concluso tra il predecessore Marco de Porris e il veneziano Perazzo Malipiero, ma non riuscì ad ottenere un risultato soddisfacente. In aggiunta, si ebbero scontri attorno agli antichi diritti feudali della Chiesa di Ceneda e nel 1398 vennero stabiliti i confini tra la contea vescovile e la vicina podesteria di Serravalle.
Morì l'anno successivo, assistito dal fratello Beltrame e dai nipoti Francesco e Pantaleone del defunto Nicolò. Interessante notare come il successore Pietro Marcello, primo di una lunga serie di vescovi veneziani, fu prima designato dal Senato e quindi provvisto dal papa.